# Tenuipalpus emeticae.
Tenuipalpus emeticae. är en spindeldjursart som beskrevs av Meyer 1979. Tenuipalpus emeticae. ingår i släktet Tenuipalpus och familjen Tenuipalpidae. Inga underarter finns listade i Catalogue of Life.